# Pinguicula ramosa
Pinguicula ramosa este o specie de plante carnivore din genul Pinguicula, familia Lentibulariaceae, ordinul Lamiales, descrisă de Manabu Miyoshi și Ryôkichi Ruôkichi Yatabe. Conform Catalogue of Life specia Pinguicula ramosa nu are subspecii cunoscute.

## Galerie

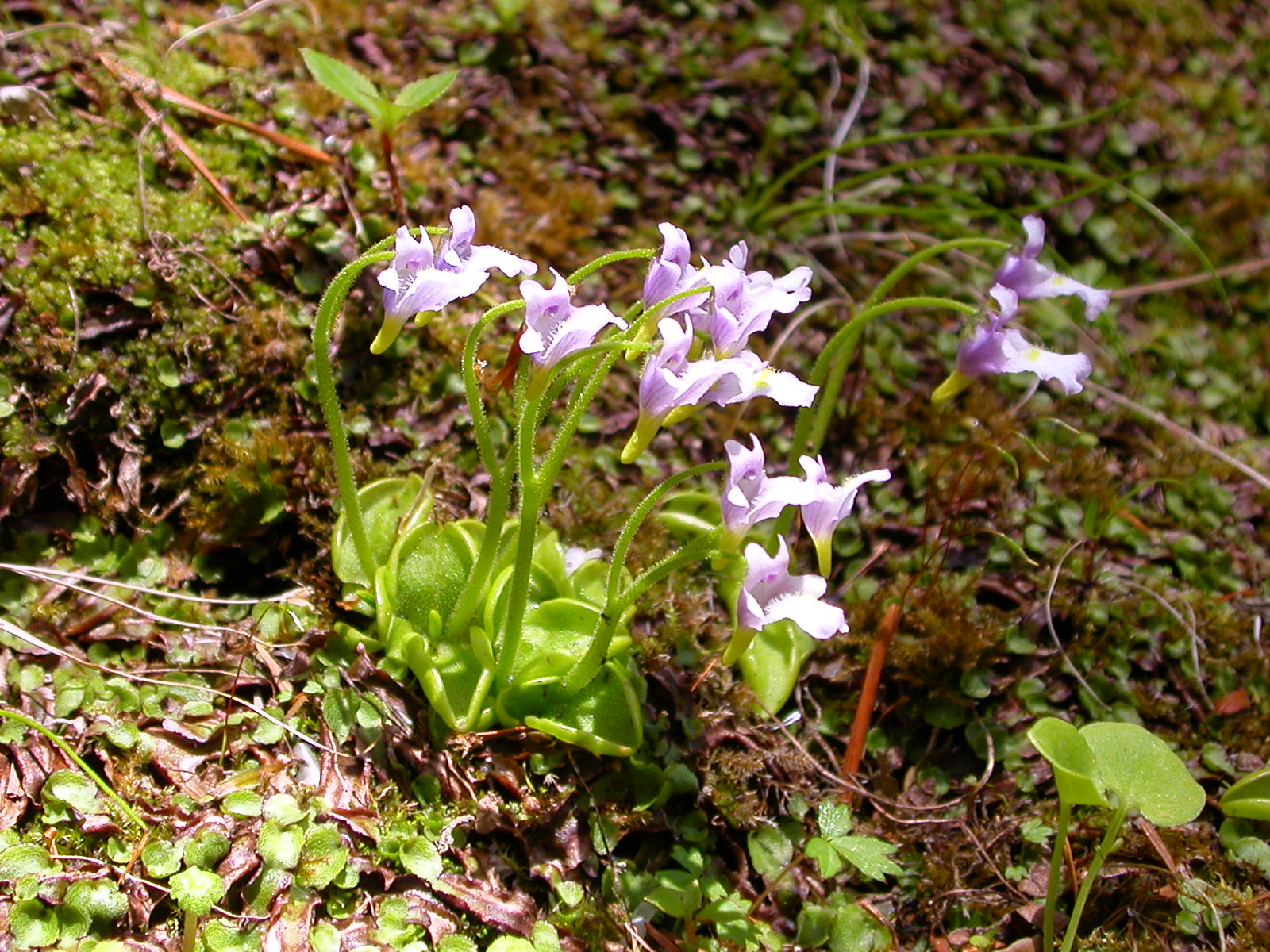